# امپراتوری نیقیه
امپراتوری نیقیه یکی از سه دولت یونانی بود که پس از تصرف قسطنطنیه توسط نیروهای اروپای غربی و ونیز در زمان جنگ صلیبی چهارم، جانشین امپراتوری روم شرقی شدند. این امپراتوری توسط خاندان لاسکاریس بنیان‌گذاری شد و از ۱۲۰۴ تا ۱۲۶۱ میلادی پابرجا بود و پس از آن، امپراتوری را به قسطنطنیه بازگرداندند.

## تاریخچه

### بنیان‌گذاری
پس از حملهٔ صلیبیون به قسطنطنیه در ۱۲۰۴ میلادی، آلکسیوس پنجم امپراتور بیزانس، قسطنطنیه را ترک کرد. تئودور یکم لاسکاریس که داماد آلکسیوس سوم بود، امپراتور خوانده‌شد؛ ولی پس از درک ناامیدکننده بودن وضعیت قسطنطنیه، او نیز شهر را به مقصد نیقیه (ایزنیک کنونی) در بیتینی ترک کرد.
امپراتوری لاتین که توسط صلیبیون در قسطنطنیه بنا شده‌بود، تسلط کمی بر سرزمین‌های پیشین روم شرقی داشت و دولت‌های جانشین بیزانس، در اپیروس، ترابوزان و نیقیه سر بلند کردند. ترابوزان چند هفته پیش از سقوط قسطنطنیه، خود را به عنوان حکومتی مستقل معرفی کرده‌بود. البته نیقیه در نزدیک‌ترین فاصله به امپراتوری لاتین قرار داشت و برای تلاش در زمینهٔ بازپس‌گیری شهر و برپایی دوبارهٔ امپراتوری بیزانس، بهترین موقعیت را داشت.
تئودور لاسکاریس نتوانست بلافاصله حکومت خود را تشکیل دهد، زیرا هنری فلاندر در ۱۲۰۴ او را در پویماننون و پورسا (بورسای کنونی) شکست داد. ولی پس از شکست بالدوین یکم در نبرد آدریانوپل که باعث شد هنری به اروپا فراخوانی شود تا در برابر حملات کالویان بلغار دفاع کند، تئودور توانست بسیاری از بخش‌های شمال غربی آناتولی را تصرف کند. تئودور ارتش ارسالی ترابوزان و نیز چند رقیب کوچک دیگر را شکست داد و قدرتمندترین حکومت را در میان دولت‌های جانشین تشکیل داد. تئودور در ۱۲۰۶، خود را امپراتوری نیقیه خواند.
در چند سال بعد، دولت‌های جانشین بیزانس، امپراتوری لاتین، بلغارها، و سلجوقیان قونیه، با یکدیگر در حال جنگ بودند و اتحادها و آتش‌بس‌های متعددی ایجاد و منحل شد. در ۱۲۱۱ تئودور یکی از حملات عمدهٔ سلجوقیان را در آنتیوخ دفع کرد. حملهٔ سلاجقه به هواداری از بازگشت آلکسیوس سوم به قدرت انجام شده‌بود. تلفات وارده در آنتیوخ، منجر به شکست در برابر امپراتوری لاتین در رود رینداکوس و از دست دادنِ بیشترِ میسیه و ساحل دریای مرمره بر پایهٔ پیمان نیمفایوم شد. در ۱۲۱۲، پس از مرگ داویر کومننوس، نیقیه قلمرو او در پفلاگونیا را ضمیمهٔ سرزمین خود کرد تا شکست برابر امپراتوری لاتین را جبران کرده باشد.
تئودور با معرفی یک اسقف عام جدید در نیقیه، ادعای خود بر تخت امپراتوری را تحکیم کرد. در ۱۲۱۹ او با دختر یولاندای فلاندر، امپراتور لاتین، ازدواج کرد؛ ولی در ۱۲۲۲ درگذشت و ژان سوم دوکاس واتاتزس جانشین او شد.

### گسترش

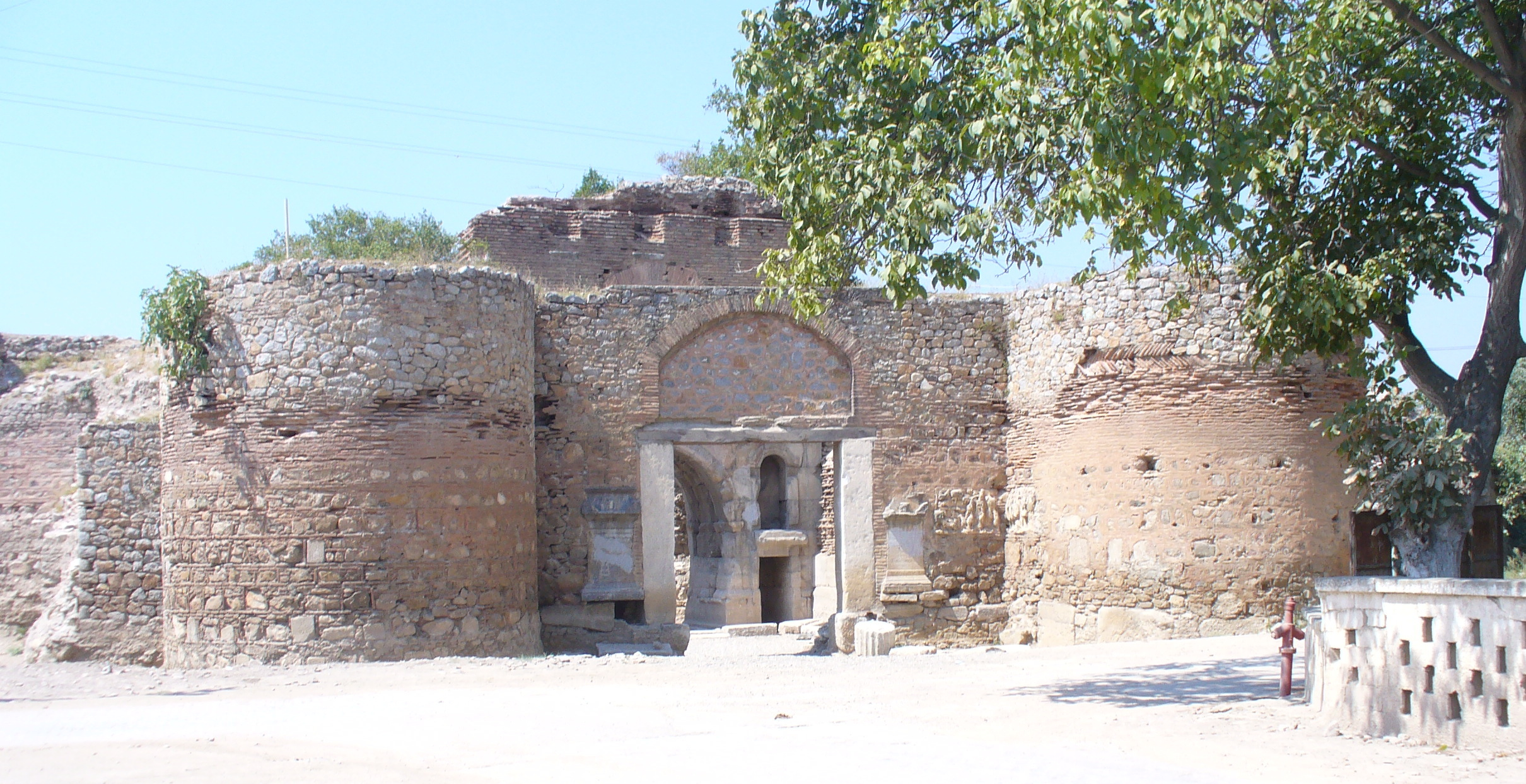
دیوار شهر نیقیه، دروازهٔ لفکه (ایزنیک ترکیه)

واتاتزس پس از نشستن بر تخت با چالش روبرو شد. ایساک و آلکسیوس، برادران تئودور یکم، از امپراتوری لاتین درخواست کمک کردند. در نبرد پویماننون، واتاتزس بر نیروهای متحد آن‌ها غلبه کرد و افزون بر تثبیت حکومت خود، تقریباً تمامی سرزمین‌های آسیایی تصرف شده توسط امپراتوری لاتین را بازپس‌گرفت.
در  ۱۲۲۴، پادشاهی لاتین سالونیک توسط تئودور کومننوس دوکاس، حاکم اپیروس، تصرف شد و او خود را امپراتور خواند و امپراتوری سالونیک را تأسیس کرد. این امپراتوری عمر کوتاهی داشت و در نبرد کلوکوتنیتسا در ۱۲۳۰ به دست بلغارها افتاد. با توجه به نبود قدرت واقعی در ترابوزان، نیقیه تنها دولت بیزانسی باقی‌مانده بود و ژان سوم قلمرو خود را در سراسر دریای اژه گسترش داد. در ۱۲۳۵، او با ایوان آسن دوم بلغار متحد شد و نفوذش بر سالونیک و اپیروس افزایش یافت.
در ۱۲۴۲ میلادی، مغولان به سرزمین‌های سلجوقی در شرق نیقیه هجوم بردند و علی‌رغم نگرانی ژان سوم دربارهٔ احتمال حملهٔ مغولان به نیقیه، آنان تهدید سلجوقی برای نیقیه را از میان بردند. در ۱۲۴۵ ژان سوم با کنستانس دوم هوهنشتافن، دختر فردریش دوم ازدواج کرد و با امپراتوری مقدس روم متحد شد. در ۱۲۴۶، ژان به بلغارستان حمله کرد و بیشتر تراکیه و مقدونیه را پس گرفت و سالونیک را به قلمرو خود افزود. در ۱۲۴۸ نیز بلغارها را شکست داد و امپراتوری لاتین را احاطه کرد. او تا زمان مرگش در ۱۲۵۴ به تصرف سرزمین‌های امپراتوری لاتین ادامه داد.
تئودور دوم لاسکاریس، پسر ژان سوم، با حملات بلغارها در تراکیه روبرو شد؛ ولی با موفقیت از قلمرو خود دفاع کرد. در ۱۲۵۷ اختلافی میان نیقیه و اپیروس ایجاد شد. هنگامی که در ۱۲۵۸ تئودور دوم درگذشت، اپیروس با مانفرد سیسیل متحد شد. ژان چهارم لاسکاریس جانشین او شد، ولی به دلیل کودک بودن او، ژنرال میخائیل پالایولوگوس به نیابت سلطنت او حکومت کرد. در ۱۲۵۹ میخائیل خود را امپراتور مشترک (با عنوان میخائیل هشتم) خواند و حملهٔ ترکیبی مانفرد، حاکم اپیروس و شاهزادهٔ لاتینی آچه را در نبرد پلاگونیا شکست داد.

### بازپس‌گیری قسطنطنیه

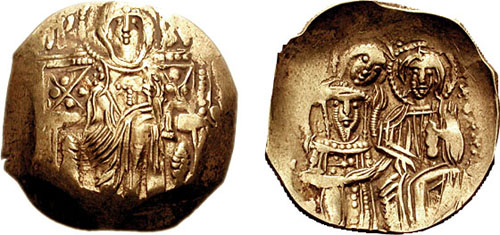
سکهٔ ضرب شده توسط میخائیل هشتم برای جشن آزادسازی قسطنطنیه از تصرف ارتش لاتین و بازگردانی امپراتوری روم شرقی

در ۱۲۶۰ میخائیل حمله به قسطنطنیه را آغاز کرد. او با جنوا متحد شد و فرمانده‌اش آلکسیوس استراتگوپولوس ماه‌ها در تدارک طرحی برای حمله بود. در ژوئیهٔ ۱۲۶۱ که بیشتر ارتش لاتین در جای دیگری در حال جنگ بودند، آلکسیوس توانست دربانان را متقاعد به بازکردن دروازه‌های شهر کند. او محلهٔ ونیزیان را به آتش کشید. (ونیز دشمن جنوا و از مسئولان اصلی تصرف شهر در ۱۲۰۴ بود.)
چند هفتهٔ بعد، میخائیل به عنوان امپراتور مورد تأیید قرار گرفت و امپراتوری بیزانس را بازگرداند. آچه به زودی بازپس‌گرفته شد؛ ولی اپیروس و ترابوزان به صورت دولت‌های مستقل بیزانسی باقی ماندند. امپراتوری بازگردانده شده، با تهدید جدید از جانب عثمانی‌ها که جانشین سلجوقیان شده‌بودند، روبرو شد.

## پیامد
پس از ۱۲۶۱ قسطنطنیه دوباره پایتخت امپراتوری روم شرقی شد. سرزمین‌های امپراتوری پیشین نیقیه از ثروت خود که برای بازسازی قسطنطنیه و تأمین بودجهٔ جنگ‌های متعدد در اروپا برابر دولت‌های لاتین و اپیروس خرج می‌شد، محروم شدند. سربازان از آسیای صغیر به اروپا منتقل می‌شدند و مرزهای قدیمی تا حدودی بی‌دفاع شدند. حملات غازیان ترک دفع نشد و تاخت‌وتاز آن‌ها به مرز در حال افزایش بود.
غصب حکومت مشروع ژان چهارم توسط میخائیل هشتم در ۱۲۶۱ بسیاری از تودهٔ مردم را به بیگانگی با امپراتوری بازگردانده شدهٔ بیزانس در قسطنطنیه برانگیخت. ژان چهارم در نیقیه باقی ماند و در زادروز یازده سالگی خود، ۲۵ دسامبر ۱۲۶۱، به فرمان میخائیل نابینا شد. به این ترتیب، او شرایط لازم برای حکومت را نداشت، بنابراین به بیتینی تبعید و در قلعه‌ای زندانی شد. نتیجهٔ این کار، تکفیر میخائیل هشتم توسط اسقف آرسنیوس اوتوریانوس و سپس شورش شخصی شبیه ژان در نزدیکی نیقیه بود.
ادامهٔ تاریخ قلمرو پیشین امپراتوری نیقیه شاهد فتح تدریجی توسط ترکان بود. پس از مرگ میخائیل هشتم در ۱۲۸۲، حملات ترکان تبدیل به سکونت دائمی شد و ملوک الطوائف ترکی در قلمرو پیشین بیزانس ایجاد شد. تلاش‌های امپراتور آنرونیکوس دوم برای بازیابی وضعیت پیشین نیز ناموفق بود. در حدود ۱۳۰۰ میلادی، تقریباً تمامی امپراتوری پیشین نیقیه توسط ترکان فتح شده‌بود و تنها نوار باریکی از قلمرو آن در مقابل قسطنطنیه باقی مانده‌بود. در نهایت با سقوط بورسا در ۱۳۲۶، نیقیه در ۱۳۳۱ و نیکومدیا در ۱۳۳۷ سلطهٔ بیزانس بر آسیای صغیر به پایان رسید.

## نیروی نظامی
امپراتوری نیقیه شامل ناحیهٔ بسیار پرجمعیت بیزانسی در یونان (به جز تراکیه در دست امپراتوری لاتین یا بلغارها) بود. بنابراین امپراتوری به‌راحتی توان افزایش شمار نیروهای نظامی را تا حدود ۲۰ هزار سرباز داشت.
حاکمان نیقیه برخی از جنبه‌های ارتش کومننی را ادامه دادند، ولی با توجه به نداشتن منابع در دسترس امپراتوران کومننی، حاکمان نیقیه نمی‌توانستند با شمار یا کیفیت ارتش مانوئل یا پیشینیان او برابری کنند. غرب آسیای صغیر به دریا دسترسی داشت و ثروتمندتر از بیشتر حکومت‌های کوچک پیرامون بود؛ در نتیجه برای مدتی کوتاه به قدرتمندترین حکومت منطقه تبدیل شد.

## امپراتوران نیقیه
- تئودور یکم لاسکاریس (۱۲۰۴–۱۲۲۲)
- ژان سوم دوکاس واتاتزس (۱۲۲۲–۱۲۵۴)
- تئودور دوم لاسکاریس (۱۲۵۴–۱۲۵۸)
- ژان چهارم لاسکاریس (۱۲۵۸–۱۲۶۱)
- میخائیل هشتم (مشترک ۱۲۵۹–۱۲۶۱)